# Planchonia careya
Planchonia careya — вид рослин родини лецітисові.

## Назва
В англійській мові має назву «зухвале яблуко» (англ. cocky apple).

## Будова
Невелике дерево чи кущ 4-10 м заввишки, що скидає листя у сухий сезон. Кора сіра, груба, коркоподібна. Листя шкірясте, блискуче, овальне із заокругленими зубчиками по краю, 10 см завдовжки. Листя перед опаданням стають іржавого кольору. Великі м'ясисті квіти білого кольору по краях і рожевого ближче до основи з великою кількістю тичинок 5 см довжини. Тичинки зростаються у основи. Квіти з'являються вночі і опадають вранці. Запилюється кажанами.

## Поширення та середовище існування
Зростає на півночі Австралії.

## Практичне використання
Кору дерева використовували для риболовлі шляхом отруєння води, оскільки кора містить сапоніни.
Плід їстівний, з жовтою м'якоттю та смаком айви при дозріваннію Була поширеною їжею для аборигенів.

## Галерея

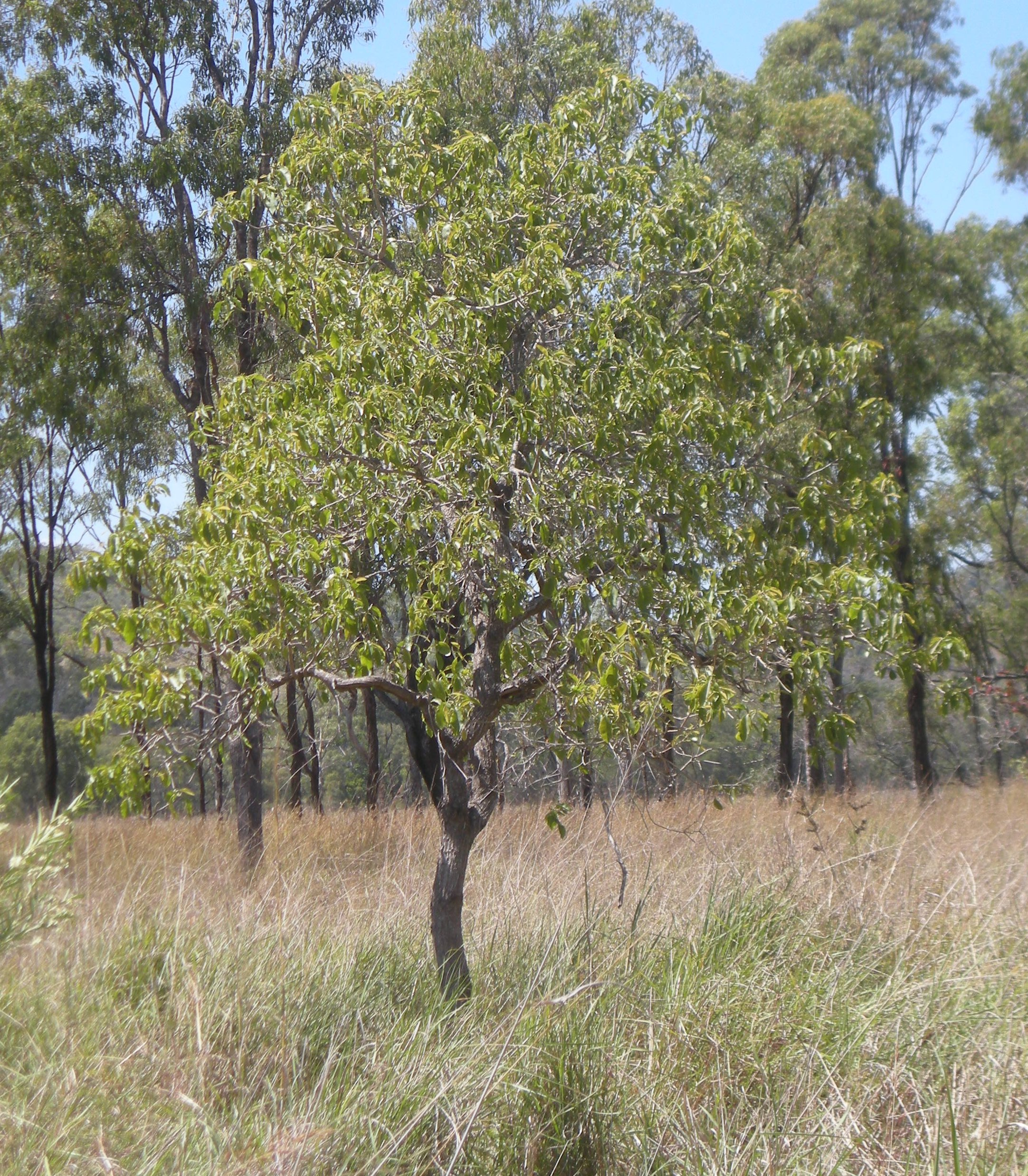
Зовнішній вигляд рослини
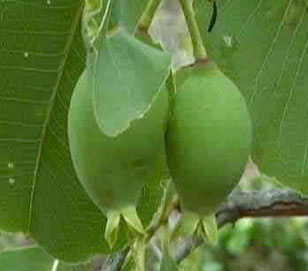
Плоди
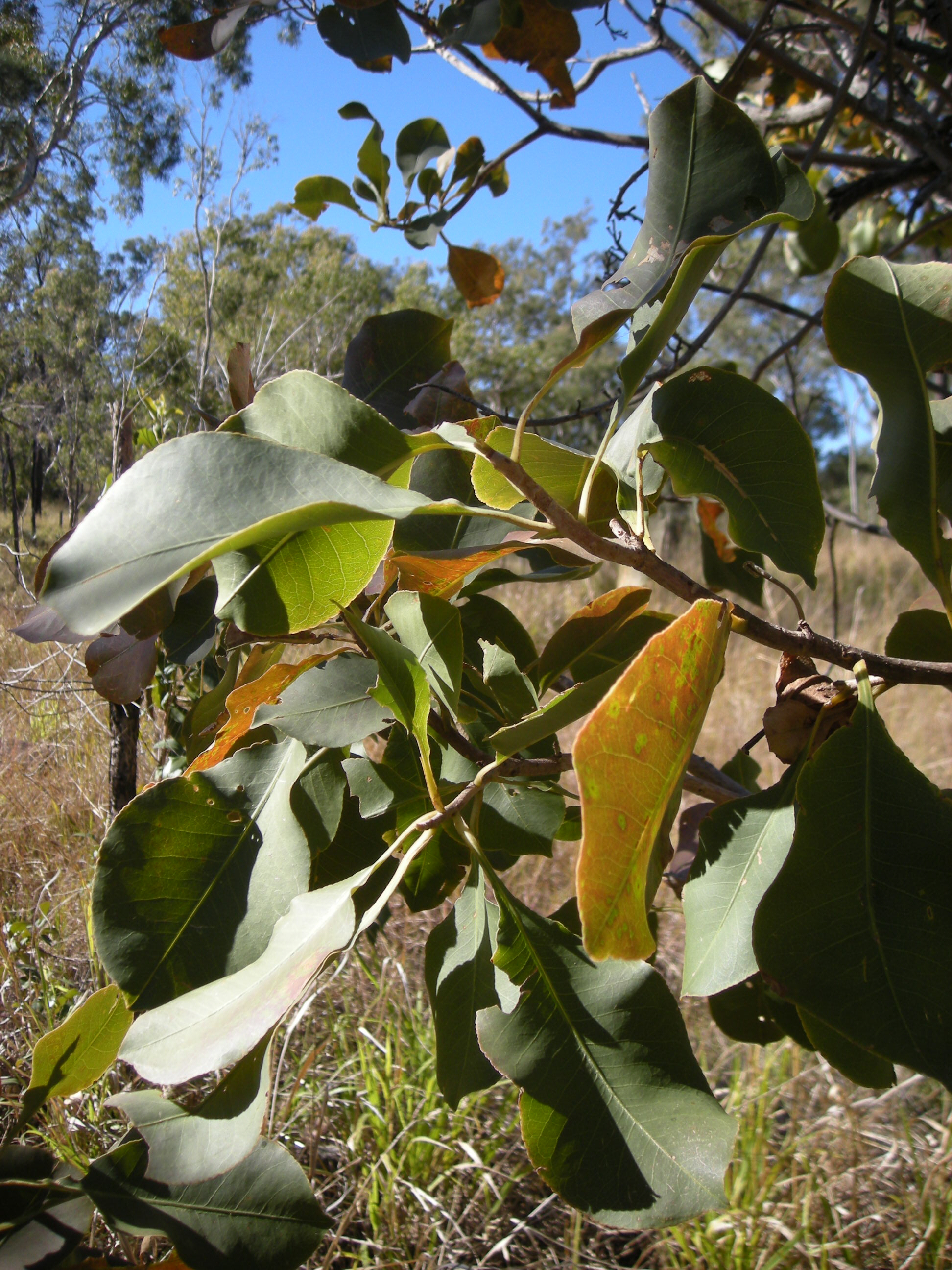
Листя